# Liste de peintures de Théo Van Rysselberghe
Cette page présente une liste de peintures du peintre Théo Van Rysselberghe (1862-1926), un des principaux représentants du divisionnisme en Belgique.

## Réalisme des débuts
| Image | Thème                   | Titre                                                                    | Date      | Technique                             | Dimensions   | Lieu de Conservation                               | Référence                                    |
| ----- | ----------------------- | ------------------------------------------------------------------------ | --------- | ------------------------------------- | ------------ | -------------------------------------------------- | -------------------------------------------- |
|       | Portrait                | Portrait de femme                                                        | 1880      | huile sur toile                       |              | Musée des Beaux-Arts de Bordeaux                   | Muséeconsulté le 5 décembre 2024             |
|       | Portrait                | Autoportrait                                                             | 1880 vers | huile sur toile                       | 40 × 28 cm   | Musée des Beaux-Arts de Gand                       | Muséeconsulté le 30 novembre 2024            |
|       | Portrait                | Portrait de fillette                                                     | 1880 vers | huile sur toile                       | 68 × 57 cm   | Musée des Beaux-Arts de Gand                       | Muséeconsulté le 30 novembre 2024            |
|       | Nature morte aux fruits | Nature morte aux fruits copie de Gerardina Jacoba van de Sande Bakhuyzen | 1880 vers | huile sur toile                       | 39 × 57 cm   | Musée des Beaux-Arts de Gand                       | Muséeconsulté le 30 novembre 2024            |
|       | Scène de genre          | Armand Heins peignant en plein air                                       | 1881      | huile sur panneau                     | 24 × 32 cm   | Musée des Beaux-Arts de Gand                       | Muséeconsulté le 30 novembre 2024            |
|       | Portrait                | Portrait de l'artiste Jean Capeinick                                     | 1881      | huile sur toile                       | 102 × 80 cm  | Musée des Beaux-Arts de Gand                       | Muséeconsulté le 30 novembre 2024            |
|       | Paysage                 | Une mare en Campine                                                      | 1882      | huile sur toile                       | 35 × 44 cm   | Musée des Beaux-Arts de Gand                       | Muséeconsulté le 30 novembre 2024            |
|       | Portrait                | Madame Constantin Meunier                                                | 1882      | huile sur toile                       | 35 × 39 cm   | Musée royal des Beaux-Arts d'Anvers                | Muséeconsulté le 28 novembre 2024            |
|       | Portrait                | Guitariste - Portrait du peintre espagnol Darío de Regoyos               | 1882      | huile sur bois                        | 30 × 42 cm   | Musées royaux des Beaux-Arts de Belgique           | Muséeconsulté le 30 novembre 2024            |
|       | Scène de genre          | Boucherie à Tanger                                                       | 1882      | huile sur toile                       | 36 × 48 cm   | Musée des Beaux-Arts de Gand                       | Muséeconsulté le 30 novembre 2024            |
|       | Scène de genre          | Place de village au Maroc                                                | 1882      | huile sur toile                       | 72 × 100 cm  | Conseil provincial de Flandre orientale            | Balatconsulté le 4 décembre 2024             |
|       | Scène de genre          | Ville au Maroc                                                           | 1882      | huile sur toile                       | 30 × 40 cm   | Collection privée, Vente 2009                      | Sotheby'sconsulté le 30 novembre 2024        |
|       | Portrait                | Fantasia arabe                                                           | 1884      | huile sur toile                       | 170 × 300 cm | Musées royaux des Beaux-Arts de Belgique           | Muséeconsulté le 30 novembre 2024            |
|       | Portrait                | Portrait d'enfant                                                        | 1884      | huile sur toile marouflée sur panneau | 39 × 49 cm   | Collection privée, Vente 2024                      | Pierre Bergéconsulté le 5 décembre 2024      |
|       | Portrait                | Portrait d'Octave Maus                                                   | 1885      | huile sur toile                       | 90 × 75 cm   | Musées royaux des Beaux-Arts de Belgique           | Muséeconsulté le 28 novembre 2024            |
|       | Portrait                | Les Sœurs du peintre Schlobach                                           | 1885      | huile sur toile                       | 207 × 147 cm | Musée d'art moderne et d'art contemporain de Liège | Collection Liègeconsulté le 28 novembre 2024 |
|       | Portrait                | Les Enfants de François Van Rysselberghe                                 | 1885      | huile sur toile                       | 171 × 161 cm | Musée des Beaux-Arts de Gand                       | Muséeconsulté le 30 novembre 2024            |
|       | Portrait                | Darío de Regoyos jouant de la guitare                                    | 1885      | huile sur toile marouflé sur panneau  | 52 × 34 cm   | Musée du Prado, Madrid                             | Muséeconsulté le 30 novembre 2024            |
|       | Portrait                | Portrait de Marguerite Van Mons                                          | 1886      | huile sur toile                       | 89 × 70 cm   | Musée des Beaux-Arts de Gand                       | Muséeconsulté le 28 novembre 2024            |
|       | Portrait                | Portrait de Madame Wiener                                                | 1886      | huile sur toile                       | 120 × 86 cm  | Musées royaux des Beaux-Arts de Belgique           | Muséeconsulté le 30 novembre 2024            |
|       | Paysage                 | La Porte El Khemis à Meknès, Maroc                                       | 1887      | huile sur toile                       | 40 × 61 cm   | Musée Thyssen-Bornemisza, Madrid                   | Muséeconsulté le 30 novembre 2024            |

## Divisionnisme 1888- 1910
| Image | Thème          | Titre                                                                       | Date      | Technique                            | Dimensions   | Lieu de Conservation                                     | Référence                                         |
| ----- | -------------- | --------------------------------------------------------------------------- | --------- | ------------------------------------ | ------------ | -------------------------------------------------------- | ------------------------------------------------- |
|       | Portrait       | Portrait d’Alice Sèthe                                                      | 1888      | huile sur toile                      | 195 × 98 cm  | Musée départemental Maurice-Denis, Saint-Germain-en-Laye | Muséeconsulté le 28 novembre 2024                 |
|       | Paysage        | L'Entrée du port de Roscoff                                                 | 1889      | huile sur toile                      | 50 × 61 cm   | Musée d'Orsay, Paris                                     | Muséeconsulté le 29 novembre 2024                 |
|       | Paysage        | Le 'Per-Kiridy' à marée haute                                               | 1889      | huile sur toile                      | 68 × 106 cm  | Otterlo, Musée Kröller-Müller                            | Muséeconsulté le 29 novembre 2024                 |
|       | Portrait       | Anna Boch                                                                   | 1889      | huile sur toile                      |              | Quadrangle (Springfield (Massachusetts)                  | [réf. nécessaire]                                 |
|       | Scène de genre | À Thuin ou La Partie de tennis                                              | 1889      | huile sur toile                      | 54 × 67 cm   | Collection privée, Vente 2020                            | Christie'sconsulté le 30 novembre 2024            |
|       | Portrait       | La Petite Denise (Denise Maréchal, future Madame Georges Béart)             | 1889      | huile sur toile                      | 103 × 60 cm  | Metropolitan Museum, New York                            | Muséeconsulté le 5 décembre 2024                  |
|       | Scène de genre | En juillet - avant midi dans Le verger                                      | 1890      | huile sur toile                      | 115 × 163 cm | Otterlo, Musée Kröller-Müller                            | Muséeconsulté le 29 novembre 2024                 |
|       | Paysage        | La Vallée de la Sambre                                                      | 1890      | huile sur toile                      | 54 × 67 cm   | Musée des Beaux-Arts de Gand                             | Muséeconsulté le 30 novembre 2024                 |
|       | Portrait       | Portrait de Madame Charles Maus                                             | 1890      | huile sur toile                      | 56 × 47 cm   | Musées royaux des Beaux-Arts de Belgique                 | Muséeconsulté le 30 novembre 2024                 |
|       | Portrait       | Maria Sèthe à l'harmonium                                                   | 1891      | huile sur toile                      | 120 × 86 cm  | Musée royal des Beaux-Arts d'Anvers                      | Muséeconsulté le 28 novembre 2024                 |
|       | Portrait       | Portrait de Laure Flé                                                       | 1891      | huile sur toile                      | 117 × 74 cm  | MNHA Luxembourg                                          | Muséeconsulté le 28 novembre 2024                 |
|       | Scène de genre | L'Homme à la barre                                                          | 1892      | huile sur toile                      | 60 × 80 cm   | Musée d'Orsay, Paris                                     | Muséeconsulté le 29 novembre 2024                 |
|       | Portrait       | Portrait de Maria Van Rysselberghe-Monnom                                   | 1892      | huile sur toile                      | 186 × 97 cm  | Otterlo, Musée Kröller-Müller                            | Muséeconsulté le 29 novembre 2024                 |
|       | Paysage        | L’Escaut en amont d’Anvers, le soir ou Voiliers sur l'Escaut                | 1892      | huile sur toile                      | 67 × 90 cm   | Collection privée, Vente 2017                            | Sotheby'sconsulté le 30 novembre 2024             |
|       | Paysage        | Barques de pêche en Méditerranée                                            | 1892      | huile sur toile                      | 63 × 84 cm   | Collection privée, Vente 2020                            | Christie'sconsulté le 30 novembre 2024            |
|       | Paysage        | L'Arc en ciel                                                               | 1892 vers | huile sur toile                      | 61 × 80 cm   | Centraal Museum, Utrecht                                 | Muséeconsulté le 30 novembre 2024                 |
|       | Portrait       | Le Docteur Auguste Weber                                                    | 1892-1893 | huile sur toile                      | 100 × 82 cm  | Collection privée, Vente 2018                            | Christie'sconsulté le 4 décembre 2024             |
|       | Paysage        | Dunes à Cadzand (vue sur l'Escaut)                                          | 1893      | huile sur toile                      | 60 × 80 cm   | Musée d'Art de La Haye                                   | Muséeconsulté le 30 novembre 2024                 |
|       | Paysage        | Gros Nuages                                                                 | 1893      | huile sur toile                      | 49 × 60 cm   | Musée d'Art d'Indianapolis                               | Muséeconsulté le 30 novembre 2024                 |
|       | Portrait       | Portrait de la violoniste Irma Sèthe                                        | 1894      | huile sur toile                      | 197 × 114 cm | Petit Palais (Genève)                                    | Palazzo Bonaparteconsulté le 29 novembre 2024     |
|       | Paysage        | Le Canal en Flandre par temps triste                                        | 1894      | huile sur toile                      | 60 × 80 cm   | Collection privée, Vente 2011                            | Christie'sconsulté le 30 novembre 2024            |
|       | Paysage        | Le Moulin du Kalf à Knokke Moulin en Flandre                                | 1894      | huile sur toile                      | 80 × 68 cm   | Collection privée                                        | Artnetconsulté le 30 novembre 2024                |
|       | Portrait       | Denise Maréchal                                                             | 1894 vers | huile sur bois                       | 36 × 27 cm   | National Gallery of Art, Washington                      | Muséeconsulté le 4 décembre 2024                  |
|       | Portrait       | Jeanne Pissarro                                                             | 1895      | huile sur toile                      | 65 × 55 cm   | Musée des Beaux-Arts de Houston                          | Muséeconsulté le 29 novembre 2024                 |
|       | Paysage        | Baie de Saint-Tropez                                                        | 1896      | aquarelle                            | 19 × 24 cm   | Collection privée, Vente 2018                            | Sotheby'sconsulté le 30 novembre 2024             |
|       | Paysage        | Entrée du port de Volendam                                                  | 1896 vers | huile sur toile                      | 38 × 55 cm   | Musée Thyssen-Bornemisza, Madrid                         | Muséeconsulté le 30 novembre 2024                 |
|       | Scène de genre | L'Heure embrasée                                                            | 1897      | huile sur toile                      |              | Museum Neues Weimar                                      | [réf. nécessaire]                                 |
|       | Portrait       | Portrait de Georges Nagelmackers                                            | 1897      | huile sur toile                      | 220 × 131 cm | Collection privée, Vente 2011                            | Christie'sconsulté le 5 décembre 2024             |
|       | Scène de genre | Une femme lisant et une fillette                                            | 1899      | huile sur toile                      | 96 × 129 cm  | Musées royaux des Beaux-Arts de Belgique                 | Muséeconsulté le 28 novembre 2024                 |
|       | Paysage        | Boulogne-sur-Mer                                                            | 1899      | huile sur toile                      | 66 × 81 cm   | Otterlo, Musée Kröller-Müller                            | Muséeconsulté le 29 novembre 2024                 |
|       | Paysage        | Dunes                                                                       | 1900      | huile sur toile                      | 50 × 60 cm   | Otterlo, Musée Kröller-Müller                            | Muséeconsulté le 29 novembre 2024                 |
|       | Portrait       | Portrait de Constantin Meunier                                              | 1900      | huile sur toile                      | 100 × 81 cm  | Otterlo, Musée Kröller-Müller                            | Muséeconsulté le 5 décembre 2024                  |
|       | Portrait       | Dame lisant ou La Dame au chapeau bleu ou Le chapeau bleu                   | 1900      | huile sur toile                      | 74 × 60 cm   | Otterlo, Musée Kröller-Müller                            | Muséeconsulté le 29 novembre 2024                 |
|       | Paysage        | Clair de lune à Boulogne-sur-Mer                                            | 1900      | huile sur toile                      | 65 × 80 cm   | Musée Folkwang, Essen                                    | Google Artsconsulté le 29 novembre 2024           |
|       | Paysage        | Champ de course à Boulogne-sur-Mer                                          | 1900      | huile sur toile                      | 58 × 77 cm   | Collection privée, Vente 2018                            | Christie'sconsulté le 30 novembre 2024            |
|       | Portrait       | Sylvie Descamps Monnom                                                      | 1900      | huile sur toile                      | 117 × 90 cm  | Williamstown, Clark Art Institute                        | Muséeconsulté le 29 novembre 2024                 |
|       | Paysage        | Voiliers sur la mer                                                         | 1900      | huile sur toile                      | 33 × 42 cm   | Musée de l'Annonciade, Saint-Tropez                      | Base Jocondeconsulté le 30 novembre 2024          |
|       | Paysage        | Vue de Méditerranée                                                         | 1900-1905 | huile sur toile                      | 38 × 55 cm   | Collection privée, Vente 2021                            | Christie'sconsulté le 30 novembre 2024            |
|       | Nu             | Femme nue assise                                                            | 1900-1910 | huile sur toile                      | 81 × 61 cm   | Musée des Beaux-Arts de Caen                             | Muséeconsulté le 28 novembre 2024                 |
|       | Scène de genre | La Promenade                                                                | 1901      | huile sur toile                      | 97 × 130 cm  | Musées royaux des Beaux-Arts de Belgique                 | Muséeconsulté le 28 novembre 2024                 |
|       | Portrait       | Portrait d'Hélène et Michètte Guinotte                                      | 1901      | huile sur toile                      | 76 × 64 cm   | Locaisation inconnue                                     | Balatconsulté le 5 décembre 2024                  |
|       | Portrait       | Jeune Fille au chapeau de paille (Elisabeth Van Rysselberghe)               | 1901      | huile sur toile                      | 81 × 70 cm   | Collection privée, Vente 2006                            | Christie'sconsulté le 4 décembre 2024             |
|       | Scène de genre | La Lecture dans le parc                                                     | 1902      | huile sur toile                      |              | Hôtel Solvay, Bruxelles                                  | Connaissance des artsconsulté le 30 novembre 2024 |
|       | Scène de genre | La Lecture par Émile Verhaeren                                              | 1903      | huile sur toile                      | 181 × 241 cm | Musée des Beaux-Arts de Gand                             | Muséeconsulté le 28 novembre 2024                 |
|       | Paysage        | Fontaine dans le parc de Sanssouci près de Potsdam                          | 1903      | huile sur toile                      | 82 × 100 cm  | Neue Pinakothek, Munich                                  | Muséeconsulté le 7 décembre 2024                  |
|       | Nature morte   | Nature morte                                                                | 1903      | huile sur toile                      |              | Musée des Beaux-Arts Pouchkine, Moscou                   | Muséeconsulté le 4 décembre 2024                  |
|       | Scène de genre | Le Thé au jardin                                                            | 1904      | huile sur toile                      |              | Musée communal des beaux-arts d'Ixelles                  | Collections héritageconsulté le 28 novembre 2024  |
|       | Portrait       | Madame Van de Velde et ses enfants                                          | 1903      | huile sur toile                      |              | Petit Palais (Genève)                                    | Tribune de l'artconsulté le 4 décembre 2024       |
|       | Nu             | Sonia (Jeune femme endormie)                                                | 1904      | huile sur toile                      | 97 × 131 cm  | Otterlo, Musée Kröller-Müller                            | Muséeconsulté le 29 novembre 2024                 |
|       | Portrait       | La Dame en blanc (Madame Théo Van Rysselberghe) lisant au jardin, à Mortgat | 1904      | huile sur toile                      | 92 × 73 cm   | La Boverie, Liège                                        | Blaatconsulté le 4 décembre 2024                  |
|       | Paysage        | La Méditerranée au Lavandou                                                 | 1904      | huile sur toile                      | 81 × 65 cm   | Musée d'Israël, Jérusalem                                | Google Artsconsulté le 29 novembre 2024           |
|       | Paysage        | Coup de vent d'est                                                          | 1905      | huile sur toile marouflé sur panneau | 32 × 41 cm   | Otterlo, Musée Kröller-Müller                            | Collections héritageconsulté le 29 novembre 2024  |
|       | Scène de genre | À l'ombre des pins                                                          | 1905 vers | huile sur toile                      | 86 × 110 cm  | Collection privée, Vente 2024                            | Sotheby'sconsulté le 30 novembre 2024             |
|       | Nu             | Nu assis                                                                    | 1905 vers | huile sur carton                     | 37 × 26 cm   | Albertina (musée), Vienne                                | akg-imagesconsulté le 30 novembre 2024            |
|       | Nu             | Odalisque en Gischia ou Rayon de soleil                                     | 1906      | huile sur toile                      | 97 × 130 cm  | Otterlo, Musée Kröller-Müller                            | Muséeconsulté le 29 novembre 2024                 |
|       | Paysage        | Veere, le bassin, gros nuages                                               | 1906      | huile sur toile                      | 61 × 74 cm   | Otterlo, Musée Kröller-Müller                            | Muséeconsulté le 29 novembre 2024                 |
|       | Nu             | Femme allongée aux cheveux roux                                             | 1906 vers | huile sur toile                      | 55 × 66 cm   | Dayton Art Institute                                     | Muséeconsulté le 30 novembre 2024                 |
|       | Nu             | Le Ruban écarlate                                                           | 1906      | huile sur toile                      | 116 × 88 cm  | Collection privée                                        | Artnetconsulté le 30 novembre 2024                |
|       | Paysage        | Vue de Veere                                                                | 1906-1909 | huile sur toile                      | 27 × 41 cm   | Musée de Gouda                                           | Muséeconsulté le 29 novembre 2024                 |
|       | Portrait       | Portrait de Marthe Denis au miroir                                          | 1907      | huile sur toile                      | 91 × 73 cm   | musée Maurice Denis                                      | [réf. nécessaire]                                 |
|       | Nature morte   | Dahlias dans un vase                                                        | 1907      | huile sur toile                      | 46 × 38 cm   | Fogg Art Museum, Cambridge                               | Muséeconsulté le 5 décembre 2024                  |
|       | Nature morte   | Renoncules dans un vase japonais                                            | 1907      | huile sur toile                      | 55 × 46 cm   | Otterlo, Musée Kröller-Müller                            | Muséeconsulté le 29 novembre 2024                 |
|       | Scène de genre | Femme au chapeau                                                            | 1907      | huile sur toile                      | 92 × 71 cm   | Collection privée                                        | Galerie Pluskwaconsulté le 29 novembre 2024       |
|       | Nu             | Nu debout devant un miroir                                                  | 1907 vers | huile sur toile                      | 100 × 65 cm  | Musée Boijmans Van Beuningen, Rotterdam                  | Muséeconsulté le 29 novembre 2024                 |
|       | Nu             | Nu au divan                                                                 | 1907 vers | huile sur toile                      | 33 × 46 cm   | Collection privée, Vente 1999                            | Christie'sconsulté le 30 novembre 2024            |
|       | Portrait       | Portrait de Jean Keller                                                     | 1908      | huile sur toile                      | 142 × 87 cm  | Collection privée, Vente 2017                            | Christie'sconsulté le 5 décembre 2024             |
|       | Nu             | Étude pour Après la baignade                                                | 1909      | huile sur toile                      | 61 × 49 cm   | Collection privée, Vente 2020                            | Sotheby'sconsulté le 30 novembre 2024             |

## Abandon du divisionnisme vers 1910
| Image | Thème          | Titre                                             | Date      | Technique                              | Dimensions   | Lieu de Conservation                                | Référence                                     |
| ----- | -------------- | ------------------------------------------------- | --------- | -------------------------------------- | ------------ | --------------------------------------------------- | --------------------------------------------- |
|       | Scène de genre | Baigneuses au Cap Bénat                           | 1910      | huile sur toile                        | 170 × 261 cm | Musée de Deinze et du Pays de la Lys                | Patrimoineconsulté le 28 novembre 2024        |
|       | Portrait       | Madame von Bodenhausen avec son enfant Luli       | 1910      | huile sur toile                        | 94 × 117 cm  | Collection privée                                   | Artnetconsulté le 5 décembre 2024             |
|       | Scène de genre | Femme au peignoir rose                            | 1910      | huile sur toile                        | 65 × 31 cm   | musée de Grenoble                                   | Muséeconsulté le 28 novembre 2024             |
|       | Paysage        | Plage de Cavalaire                                | 1910      | huile sur bois                         | 23 × 32 cm   | musée de Grenoble                                   | Muséeconsulté le 28 novembre 2024             |
|       | Portrait       | Renee Druet au violon (étude)                     | 1910      | Pastel sur papier                      | 86 × 62 cm   | Collection privée, vente 2005                       | Sotheby'sconsulté le 5 décembre 2024          |
|       | Portrait       | Portrait d'une femme inconnue                     | 1910 vers | Dessin                                 | 24 × 18 cm   | Rijksmuseum Amsterdam                               | Muséeconsulté le 29 novembre 2024             |
|       | Portrait       | Visage de femme en plein air                      | 1910 vers | huile sur toile                        | 45 × 38 cm   | Saint-Denis, musée Léon-Dierx                       | Muséeconsulté le 29 novembre 2024             |
|       | Scène de genre | Baigneuses autour d'un rocher                     | 1910      | huile sur toile                        | 163 × 113 cm | Collection privée, vente 2016                       | Christie'sconsulté le 29 novembre 2024        |
|       | Portrait       | Portrait de Madame Auguste Perret                 | 1911      | huile sur carton                       | 73 × 55 cm   | musée Maurice Denis, Saint-Germain-en-Laye          | Musée d'Orsayconsulté le 29 novembre 2024     |
|       | Nu             | Le Repos du modèle                                | 1912      | huile sur toile                        | 114 × 73 cm  | Collection privée, Vente 2000                       | Christie'sconsulté le 30 novembre 2024        |
|       | Nu             | Femme à sa coiffure (La rousse, VIII)             | 1912      | huile sur panneau                      | 90 × 71 cm   | Collection privée, Vente 2024                       | Christie'sconsulté le 6 décembre 2024         |
|       | Nu             | Étude de femme nue                                | 1913      | huile sur toile                        | 65 × 100 cm  | musée d'Orsay, Paris                                | Muséeconsulté le 29 novembre 2024             |
|       | Portrait       | Portrait de Laure Flé                             | 1913      | huile sur papier marouflée sur panneau | 69 × 60 cm   | Collection privée                                   | Hirschl & Adlerconsulté le 5 décembre 2024    |
|       | Portrait       | Portrait d'Auguste Perret                         | 1914      | huile sur toile                        | 139 × 82 cm  | Saint-Germain-en-Laye, musée Maurice Denis          | Muséeconsulté le 29 novembre 2024             |
|       | Portrait       | Les Pivoines blanches                             | 1914      | huile sur toile                        | 107 × 89 cm  | Collection privée, Vente 2020                       | Christie'sconsulté le 5 décembre 2024         |
|       | Nu             | La Toilette                                       | 1915      | huile sur toile                        | 92 × 65 cm   | Musée de Bornes les Mimosas                         | Muséeconsulté le 28 novembre 2024             |
|       | Portrait       | Émile Verhaeren                                   | 1915      | huile sur toile                        | 77 × 92 cm   | musée d'Orsay, Paris                                | Muséeconsulté le 29 novembre 2024             |
|       | Portrait       | Portrait d'Émile Verhaeren                        | 1915      | huile sur toile                        | 80 × 100 cm  | Musées royaux des Beaux-Arts de Belgique, Bruxelles | Muséeconsulté le 29 novembre 2024             |
|       | Paysage        | Pin parasol au bord de la mer                     | 1915      | huile sur panneau                      | 32 × 41 cm   | Musée des Beaux-Arts de Gand                        | Muséeconsulté le 30 novembre 2024             |
|       | Paysage        | Paysage du Midi                                   | 1916      | huile sur toile                        | 81 × 100 cm  | Centraal Museum, Utrecht                            | Muséeconsulté le 29 novembre 2024             |
|       | Portrait       | Élisabeth Van Rysselberghe au siège en rotin      | 1916      | huile sur toile                        | 81 × 81 cm   | Collection privée, Vente 2006                       | Christie'sconsulté le 5 décembre 2024         |
|       | Nu             | Nu assis (Maud)                                   | 1916      | huile sur toile                        | 92 × 74 cm   | Collection privée, Vente 2011                       | Sotheby'sconsulté le 30 novembre 2024         |
|       | Paysage        | Grands Pins et Pinède à Saint-Clair, l'après-midi | 1917      | huile sur toile                        | 73 × 116 cm  | Otterlo, Musée Kröller-Müller                       | Muséeconsulté le 29 novembre 2024             |
|       | Paysage        | La Fontaine                                       | 1917-1922 | huile sur toile                        | 65 × 81 cm   | Collection privée, Vente 2020                       | Christie'sconsulté le 30 novembre 2024        |
|       | Paysage        | Chênes lièges à Saint-Clair                       | 1918      | huile sur toile                        | 64 × 50 cm   | Musée Boijmans Van Beuningen, Rotterdam             | Muséeconsulté le 29 novembre 2024             |
|       | Portrait       | Portrait de Jean Schlumberger                     | 1918      | huile sur panneau                      | 40 × 32 cm   | Collection privée, vente 2011                       | Artnetconsulté le 5 décembre 2024             |
|       | Portrait       | Maria van Rysselberghe aux tulipes                | 1918      | huile sur toile                        | 92 × 73 cm   | Collection privée                                   | Kroller auctionerconsulté le 29 novembre 2024 |
|       | Portrait       | Portrait de Claude Stevens en marin, au jardin    | 1919      | huile sur toile                        | 178 × 99 cm  | Collection privée, Vente 2020                       | Sotheby'sconsulté le 5 décembre 2024          |
|       | Nu             | Torse de blonde                                   | 1919      | huile sur toile                        | 100 × 65 cm  | Collection privée, Vente 2017                       | Sotheby'sconsulté le 30 novembre 2024         |
|       | Paysage        | Villas vues à travers les eucalyptus, La Mortola  | 1919-1921 | huile sur toile                        | 85 × 86 cm   | Collection privée, Vente 2018                       | Christie'sconsulté le 30 novembre 2024        |
|       | Scène de genre | Baigneuses                                        | 1920      | huile sur toile                        | 58 × 74 cm   | Musée d'Art à la mer, Ostende                       | Muséeconsulté le 28 novembre 2024             |
|       | Nu             | Nu aux agaves                                     | 1920      | huile sur toile                        | 92 × 73 cm   | Musée d'Art de l'université de Princeton            | Muséeconsulté le 30 novembre 2024             |
|       | Nu             | Nu au miroir                                      | 1921      | huile sur toile                        | 100 × 81 cm  | Musée de Deinze et du Pays de la Lys                | Patrimoineconsulté le 28 novembre 2024        |
|       | Portrait       | Auto-portrait à la palette                        | 1921      | huile sur papier marouflé sur panneau  | 60 × 47 cm   | Collection privée, Vente 2016                       | Christie'sconsulté le 5 décembre 2024         |
|       | Nu             | Nageuse au repos                                  | 1922      | huile sur toile                        | 92 × 111 cm  | Collection privée                                   | Artnetconsulté le 28 novembre 2024            |
|       | Scène de genre | Étude pour Les Baigneuses sous les pins           | 1923      | huile sur toile                        | 60 × 73 cm   | Collection privée, Vente 2016                       | Sotheby'sconsulté le 30 novembre 2024         |
|       | Portrait       | Portrait de Madame Arthur Hirsch-Van Campenhout   | 1923      | huile sur toile                        | 140 × 114 cm | Musée des Beaux-Arts de Tournai                     | Balatconsulté le 28 novembre 2024             |
|       | Portrait       | Monsieur Arthur Hirsch                            | 1924      | huile sur toile                        | 77 × 91 cm   | Musée des Beaux-Arts de Tournai                     | Balatconsulté le 28 novembre 2024             |
|       | Paysage        | La Baie de Saint-Clair en février                 | 1924      | huile sur toile                        | 65 × 100 cm  | Otterlo, Musée Kröller-Müller                       | Muséeconsulté le 29 novembre 2024             |
|       | Nu             | Nu au panama, de face                             | 1924      | huile sur toile                        | 91 × 65 cm   | Collection privée, Vente 2016                       | Sotheby'sconsulté le 30 novembre 2024         |
|       | Nu             | Paquita au collier                                | 1924      | huile sur toile                        | 100 × 65 cm  | Collection privée, Vente 2016                       | Sotheby'sconsulté le 30 novembre 2024         |
|       | Nu             | Baigneuses                                        | 1924      | huile sur toile                        | 63 × 119 cm  | Collection privée                                   | Simonis & Buunkconsulté le 30 novembre 2024   |

## Dates non documentées
| Image | Thème        | Titre            | Date | Technique                            | Dimensions | Lieu de Conservation          | Référence                            |
| ----- | ------------ | ---------------- | ---- | ------------------------------------ | ---------- | ----------------------------- | ------------------------------------ |
|       | Nature morte | Roses grimpantes |      | huile sur papier marouflée sur toile | 44 × 44 cm | Collection privée, vente 2021 | Sotheby'sconsulté le 5 décembre 2024 |

### [réf.nécessaire]
- Saint-Tropez, musée de l'Annonciade : Vue de la chapelle Sainte-Anne, vers 1910
- Aux Pays-Bas : Singer Laren
- En Suisse : Nu au repos, 1914
- En Italie : Uffizi Florence ; Musée d'art moderne Rome
- En Allemagne :
  - Musée Wallraf-Richartz, Cologne (3 van Rysselberghe et Heymans donné pour un van Rysselberghe))
  - Musée de Dresde (la belle Juliette)
  - Musée de Bremen (1)
- L'Ablution ou Vénus accroupie : 1922